# 梅尔韦·丁切尔
梅尔韦·丁切尔（土耳其語：Merve Dinçel，1999年10月22日—），土耳其女子跆拳道运动员，2022年欧洲跆拳道锦标赛女子49公斤级金牌得主、2023年世界跆拳道锦标赛女子49公斤级金牌得主。